# André Robberechts
André Robberechts, né le 16 décembre 1797 à Bruxelles, décédé le 23 mai 1860 à Paris, inhumé au cimetière de Montmartre, est un violoniste et compositeur belge.

## Biographie
Robberechts commence ses études de violon avec Corneille Vander Plancken (1772-1849), premier violoniste de La Monnaie, après de progrès considérables, il devint en 1814 élève du conservatoire de Paris durant quelques mois, puis après une fermeture temporaire de cet institut en 1815, élève particulier de Pierre Baillot et après à Bruxelles avec Antoine Reicha et Giovanni Battista Viotti, il poursuit ses études avec Viotti à Londres. Parmi ces élèves figure Charles-Auguste de Bériot, pour cela il est parfois cité à l'origine de l'école belge du violon. Il devint premier violon-solo de la chapelle du roi Guillaume Ier des Pays-Bas à Bruxelles. Il conserva cette situation jusqu'à la révolution belge de 1830. Après il s'installa à Paris. Appelé par François-Joseph Fétis, il enseigne en 1834 pour quelques mois au nouveau conservatoire de Bruxelles,,,.
Son violon était un instrument attribué à Guarnerius del Gesù de 1728, nommé depuis « ex Robberechts » ou « ex Robrecht ».
Robberechts nous laisse de nombreuses œuvres pour son instrument, notamment des airs variés d'opéras et des pièces pour piano, parmi ses œuvres on trouve une « Grande fantaisie pour orchestre et chœur » et la « Fantaisie romantique pour violon et orchestre ».
Il est inhumé au cimetière de Montmartre, 14e division.